# CSI 300
Le CSI 300 est un indice boursier de la bourse de Shanghai et Shenzhen composé de 300 des principales capitalisations boursières du pays.

## Composition
Au 11 juin 2011, l'indice  se composait des titres suivants:
| Code      | Société                                                                | Poids indiciel | Secteur                      |
| --------- | ---------------------------------------------------------------------- | -------------- | ---------------------------- |
| 600418 CH | Anhui Jianghuai Automobile                                             | 0.15 %         | Consommation cyclique        |
| 600037 CH | Beijing Gehua CATV Network                                             | 0.13 %         | Consommation cyclique        |
| 600166 CH | Beiqi Foton Motor                                                      | 0.2 %          | Consommation cyclique        |
| 601888 CH | China International Travel Service                                     | 0.12 %         | Consommation cyclique        |
| 000625 CH | Chongqing Changan Automobile                                           | 0.17 %         | Consommation cyclique        |
| 000839 CH | CITIC Guoan Information Industry                                       | 0.18 %         | Consommation cyclique        |
| 600694 CH | Dashang Group                                                          | 0.23 %         | Consommation cyclique        |
| 600006 CH | DongFeng Automobile                                                    | 0.07 %         | Consommation cyclique        |
| 000800 CH | FAW Group                                                              | 0.21 %         | Consommation cyclique        |
| 600660 CH | Fuyao Glass Industry                                                   | 0.27 %         | Consommation cyclique        |
| 000527 CH | GD Midea Holding                                                       | 0.68 %         | Consommation cyclique        |
| 000651 CH | Gree Electric Appliances                                               | 0.79 %         | Consommation cyclique        |
| 600741 CH | Huayu Automotive Systems                                               | 0.2 %          | Consommation cyclique        |
| 600220 CH | Jiangsu Sunshine                                                       | 0.12 %         | Consommation cyclique        |
| 002242 CH | Joyoung                                                                | 0.06 %         | Consommation cyclique        |
| 600739 CH | Liaoning Cheng Da                                                      | 0.46 %         | Consommation cyclique        |
| 002405 CH | NavInfo                                                                | 0.06 %         | Consommation cyclique        |
| 600690 CH | Qingdao Haier                                                          | 0.39 %         | Consommation cyclique        |
| 600104 CH | SAIC Motor                                                             | 0.6 %          | Consommation cyclique        |
| 600151 CH | Shanghai Aerospace Automobile Electromechanical                        | 0.08 %         | Consommation cyclique        |
| 600631 CH | Shanghai Bailian Group                                                 | 0.18 %         | Consommation cyclique        |
| 600832 CH | Shanghai Oriental Pearl                                                | 0.24 %         | Consommation cyclique        |
| 600655 CH | Shanghai Yuyuan Tourist Mart                                           | 0.25 %         | Consommation cyclique        |
| 000069 CH | Shenzhen Overseas Chinese Town                                         | 0.4 %          | Consommation cyclique        |
| 600839 CH | Sichuan Changhong Electric                                             | 0.15 %         | Consommation cyclique        |
| 002024 CH | Suning Appliance                                                       | 0.97 %         | Consommation cyclique        |
| 000100 CH | TCL                                                                    | 0.29 %         | Consommation cyclique        |
| 000927 CH | Tianjin Faw Xiali Automobile                                           | 0.07 %         | Consommation cyclique        |
| 600177 CH | Youngor Group                                                          | 0.25 %         | Consommation cyclique        |
| 002385 CH | Beijing Dabeinong Technology                                           | 0.05 %         | Consommation non cyclique    |
| 000729 CH | Beijing Yanjing Brewery                                                | 0.22 %         | Consommation non cyclique    |
| 600597 CH | Bright Dairy & Food                                                    | 0.07 %         | Consommation non cyclique    |
| 600132 CH | Chongqing Brewery                                                      | 0.32 %         | Consommation non cyclique    |
| 600737 CH | COFCO Tunhe                                                            | 0.1 %          | Consommation non cyclique    |
| 600598 CH | Heilongjiang Agriculture                                               | 0.19 %         | Consommation non cyclique    |
| 000895 CH | Henan Shuanghui Investment & Development                               | 0.36 %         | Consommation non cyclique    |
| 600887 CH | Inner Mongolia Yili Industrial                                         | 0.55 %         | Consommation non cyclique    |
| 002304 CH | Jiangsu Yanghe Brewery Joint-Stock                                     | 0.19 %         | Consommation non cyclique    |
| 600519 CH | Kweichow moutai                                                        | 1.46 %         | Consommation non cyclique    |
| 000568 CH | Luzhou Laojiao                                                         | 0.6 %          | Consommation non cyclique    |
| 600809 CH | Shanxi Xinghuacun Fen Wine Factory                                     | 0.17 %         | Consommation non cyclique    |
| 000061 CH | Shenzhen Agricultural Products                                         | 0.17 %         | Consommation non cyclique    |
| 000876 CH | Sichuan New Hope Agribusiness                                          | 0.15 %         | Consommation non cyclique    |
| 600779 CH | Sichuan Swellfun                                                       | 0.13 %         | Consommation non cyclique    |
| 600600 CH | Tsingtao Brewery                                                       | 0.23 %         | Consommation non cyclique    |
| 600300 CH | V V Food & Beverage                                                    | 0.09 %         | Consommation non cyclique    |
| 000858 CH | Wuliangye Yibin                                                        | 1.25 %         | Consommation non cyclique    |
| 601101 CH | Beijing Haohua Energy Resource                                         | 0.14 %         | Énergie                      |
| 601898 CH | China Coal Energy                                                      | 0.34 %         | Énergie                      |
| 601808 CH | China Oilfield Services                                                | 0.2 %          | Énergie                      |
| 600028 CH | China Petroleum & Chemical                                             | 0.63 %         | Énergie                      |
| 601088 CH | China Shenhua Energy                                                   | 1.77 %         | Énergie                      |
| 601001 CH | Datong Coal Industry                                                   | 0.22 %         | Énergie                      |
| 600395 CH | Guizhou Panjiang Refined Coal                                          | 0.19 %         | Énergie                      |
| 000933 CH | Henan Shenhuo Coal & Power                                             | 0.28 %         | Énergie                      |
| 002128 CH | Huolinhe Opencut Coal Industry                                         | 0.16 %         | Énergie                      |
| 000780 CH | Inner Mongolia Pingzhuang Energy                                       | 0.11 %         | Énergie                      |
| 000937 CH | Jizhong Energy Resources                                               | 0.31 %         | Énergie                      |
| 600583 CH | Offshore Oil Engineering                                               | 0.23 %         | Énergie                      |
| 601857 CH | PetroChina                                                             | 0.78 %         | Énergie                      |
| 601666 CH | Pingdingshan Tianan Coal Mining                                        | 0.31 %         | Énergie                      |
| 601918 CH | SDIC Xinji Energy                                                      | 0.14 %         | Énergie                      |
| 600508 CH | Shanghai Datun Energy Resources                                        | 0.13 %         | Énergie                      |
| 600348 CH | Shanxi Guoyang New Energy                                              | 0.54 %         | Énergie                      |
| 600123 CH | Shanxi Lanhua Sci-Tech Venture                                         | 0.24 %         | Énergie                      |
| 601699 CH | Shanxi Lu'an Environmental Energy Development                          | 0.5 %          | Énergie                      |
| 000983 CH | Shanxi Xishan Coal & Electricity Power                                 | 0.68 %         | Énergie                      |
| 000968 CH | Taiyuan Coal Gasification                                              | 0.12 %         | Énergie                      |
| 600256 CH | Xinjiang Guanghui Industry                                             | 0.51 %         | Énergie                      |
| 600188 CH | Yanzhou Coal Mining                                                    | 0.36 %         | Énergie                      |
| 601288 CH | Agricultural Bank of China                                             | 0.54 %         | Finance                      |
| 601169 CH | Bank of Beijing                                                        | 0.86 %         | Finance                      |
| 601988 CH | Bank of China                                                          | 0.42 %         | Finance                      |
| 601328 CH | Bank of Communications                                                 | 2.23 %         | Finance                      |
| 601009 CH | Bank Of Nanjing                                                        | 0.36 %         | Finance                      |
| 002142 CH | Bank of Ningbo                                                         | 0.24 %         | Finance                      |
| 600376 CH | Beijing Capital Development                                            | 0.16 %         | Finance                      |
| 600266 CH | Beijing Urban Construction Investment & Development                    | 0.11 %         | Finance                      |
| 000783 CH | Changjiang Securities                                                  | 0.27 %         | Finance                      |
| 601998 CH | China Citic Bank                                                       | 0.22 %         | Finance                      |
| 601939 CH | China Construction Bank                                                | 0.9 %          | Finance                      |
| 600675 CH | China Enterprise                                                       | 0.12 %         | Finance                      |
| 601818 CH | China Everbright Bank                                                  | 0.16 %         | Finance                      |
| 601628 CH | China Life Insurance                                                   | 0.53 %         | Finance                      |
| 600036 CH | China Merchants Bank                                                   | 3.01 %         | Finance                      |
| 000024 CH | China Merchants Property Development                                   | 0.21 %         | Finance                      |
| 600999 CH | China Merchants Securities                                             | 0.24 %         | Finance                      |
| 600016 CH | China Minsheng Banking                                                 | 2.42 %         | Finance                      |
| 601601 CH | China Pacific Insurance                                                | 1.27 %         | Finance                      |
| 000002 CH | Vanke                                                                  | 1.48 %         | Finance                      |
| 600657 CH | Cinda Real Estate                                                      | 0.05 %         | Finance                      |
| 600030 CH | CITIC Securities                                                       | 1.66 %         | Finance                      |
| 000031 CH | COFCO Property                                                         | 0.1 %          | Finance                      |
| 601788 CH | Everbright Securities                                                  | 0.36 %         | Finance                      |
| 000402 CH | Financial Street Holding                                               | 0.32 %         | Finance                      |
| 600383 CH | Gemdale                                                                | 0.5 %          | Finance                      |
| 000776 CH | GF Securities                                                          | 0.06 %         | Finance                      |
| 000728 CH | Guoyuan Securities                                                     | 0.17 %         | Finance                      |
| 600837 CH | Haitong Securities                                                     | 0.82 %         | Finance                      |
| 002244 CH | Hangzhou Binjiang Real Estate                                          | 0.09 %         | Finance                      |
| 000562 CH | Hong Yuan Securities                                                   | 0.18 %         | Finance                      |
| 600325 CH | Huafa Industrial Zhuhai                                                | 0.13 %         | Finance                      |
| 601688 CH | Huatai Securities                                                      | 0.26 %         | Finance                      |
| 600015 CH | Huaxia Bank                                                            | 0.58 %         | Finance                      |
| 601398 CH | Industrial & Commercial Bank of China                                  | 1.29 %         | Finance                      |
| 601166 CH | Industrial Bank                                                        | 1.9 %          | Finance                      |
| 000667 CH | Milord Real Estate Developmen                                          | 0.1 %          | Finance                      |
| 000686 CH | Northeast Securities                                                   | 0.09 %         | Finance                      |
| 000046 CH | Oceanwide Real Estate                                                  | 0.12 %         | Finance                      |
| 601099 CH | Pacific Securities/China                                               | 0.05 %         | Finance                      |
| 601318 CH | Ping An Insurance                                                      | 3.03 %         | Finance                      |
| 600048 CH | Poly Real Estate                                                       | 0.65 %         | Finance                      |
| 002146 CH | RiseSun Real Estate Development                                        | 0.12 %         | Finance                      |
| 600748 CH | Shanghai Industrial Development                                        | 0.06 %         | Finance                      |
| 600663 CH | Shanghai Lujiazui Finance & Trade Zone Development                     | 0.12 %         | Finance                      |
| 600000 CH | Shanghai Pudong Development Bank                                       | 2.08 %         | Finance                      |
| 600823 CH | Shanghai Shimao                                                        | 0.09 %         | Finance                      |
| 600895 CH | Shanghai Zhangjiang High-Tech Park Development                         | 0.14 %         | Finance                      |
| 000001 CH | Shenzhen Development Bank                                              | 0.88 %         | Finance                      |
| 600109 CH | Sinolink Securities                                                    | 0.08 %         | Finance                      |
| 600369 CH | Southwest Securities                                                   | 0.11 %         | Finance                      |
| 000718 CH | Suning Universal                                                       | 0.1 %          | Finance                      |
| 600208 CH | Xinhu Zhongbao                                                         | 0.17 %         | Finance                      |
| 600239 CH | YunNan Metropolitan Real Estate Development                            | 0.12 %         | Finance                      |
| 600415 CH | Zhejiang China Commodities City                                        | 0.3 %          | Finance                      |
| 600062 CH | Beijing Double Crane Pharmaceutical                                    | 0.17 %         | Santé                        |
| 600161 CH | Beijing Tiantan Biological Products                                    | 0.08 %         | Santé                        |
| 600085 CH | Beijing Tongrentang                                                    | 0.17 %         | Santé                        |
| 000999 CH | China Resources Sanjiu Medical & Pharmaceutical                        | 0.14 %         | Santé                        |
| 600664 CH | Harbin Pharmaceutical                                                  | 0.22 %         | Santé                        |
| 002007 CH | Hualan Biological Engineering                                          | 0.19 %         | Santé                        |
| 600276 CH | Jiangsu Hengrui Medicine                                               | 0.33 %         | Santé                        |
| 000623 CH | Jilin Aodong Medicine Industry                                         | 0.31 %         | Santé                        |
| 600380 CH | Joincare Pharmaceutical Group Industry                                 | 0.09 %         | Santé                        |
| 600518 CH | Kangmei Pharmaceutical                                                 | 0.39 %         | Santé                        |
| 600812 CH | North China Pharmaceutical                                             | 0.18 %         | Santé                        |
| 000423 CH | Shandong Dong-E E-Jiao-A                                               | 0.42 %         | Santé                        |
| 600196 CH | Shanghai Fosun Pharmaceutical                                          | 0.2 %          | Santé                        |
| 601607 CH | Shanghai Pharmaceuticals                                               | 0.24 %         | Santé                        |
| 002399 CH | Shenzhen Hepalink Bio-Tech                                             | 0.1 %          | Santé                        |
| 002294 CH | Shenzhen Salubris Pharmaceuticals                                      | 0.07 %         | Santé                        |
| 002422 CH | Sichuan Kelun Pharmaceutical                                           | 0.15 %         | Santé                        |
| 600535 CH | Tianjin Tasly Pharmaceutical                                           | 0.2 %          | Santé                        |
| 000538 CH | Yunnan Baiyao                                                          | 0.31 %         | Santé                        |
| 600216 CH | Zhejiang Medicine                                                      | 0.17 %         | Santé                        |
| 002001 CH | Zhejiang NHU                                                           | 0.16 %         | Santé                        |
| 601111 CH | Air China                                                              | 0.29 %         | Industrie                    |
| 600550 CH | Baoding Tianwei Baobian Electric                                       | 0.24 %         | Industrie                    |
| 000157 CH | Changsha Zoomlion Heavy Industry Science and Technology Development    | 0.65 %         | Industrie                    |
| 600879 CH | China Aerospace Times Electronics                                      | 0.15 %         | Industrie                    |
| 000009 CH | China Baoan                                                            | 0.35 %         | Industrie                    |
| 601299 CH | China CNR                                                              | 0.42 %         | Industrie                    |
| 601919 CH | China Cosco Holdings                                                   | 0.37 %         | Industrie                    |
| 600150 CH | China CSSC Holdings                                                    | 0.27 %         | Industrie                    |
| 600118 CH | China Dongfanghong Spacesat                                            | 0.13 %         | Industrie                    |
| 600115 CH | China Eastern Airlines                                                 | 0.23 %         | Industrie                    |
| 601268 CH | China Erzhong Group Deyang Heavy Equipment                             | 0.06 %         | Industrie                    |
| 601106 CH | China First Heavy Industries                                           | 0.23 %         | Industrie                    |
| 600068 CH | China Gezhouba                                                         | 0.4 %          | Industrie                    |
| 000039 CH | China International Marine Containers                                  | 0.33 %         | Industrie                    |
| 601117 CH | China National Chemical Engineering                                    | 0.21 %         | Industrie                    |
| 601186 CH | China Railway Construction                                             | 0.35 %         | Industrie                    |
| 600528 CH | China Railway Erju                                                     | 0.12 %         | Industrie                    |
| 601390 CH | China Railway Group                                                    | 0.4 %          | Industrie                    |
| 600125 CH | China Railway Tielong Container Logistics                              | 0.19 %         | Industrie                    |
| 601989 CH | China Shipbuilding Industry                                            | 0.65 %         | Industrie                    |
| 601866 CH | China Shipping Container Lines                                         | 0.16 %         | Industrie                    |
| 600026 CH | China Shipping Development                                             | 0.1 %          | Industrie                    |
| 600029 CH | China Southern Airlines                                                | 0.3 %          | Industrie                    |
| 601668 CH | China State Construction Engineering                                   | 0.85 %         | Industrie                    |
| 601179 CH | China XD Electric                                                      | 0.15 %         | Industrie                    |
| 000951 CH | CNHTC Jinan Truck                                                      | 0.1 %          | Industrie                    |
| 600428 CH | COSCO Shipping                                                         | 0.11 %         | Industrie                    |
| 600087 CH | CSC Nanjing Tanker                                                     | 0.1 %          | Industrie                    |
| 601766 CH | CSR                                                                    | 0.52 %         | Industrie                    |
| 601006 CH | Daqin Railway                                                          | 0.97 %         | Industrie                    |
| 600611 CH | Dazhong Transportation                                                 | 0.08 %         | Industrie                    |
| 600875 CH | Dongfang Electric                                                      | 0.31 %         | Industrie                    |
| 600516 CH | Fangda Carbon New Material                                             | 0.15 %         | Industrie                    |
| 600033 CH | Fujian Expressway Development                                          | 0.09 %         | Industrie                    |
| 600108 CH | Gansu Yasheng Industrial                                               | 0.17 %         | Industrie                    |
| 601333 CH | Guangshen Railway                                                      | 0.22 %         | Industrie                    |
| 000528 CH | Guangxi Liugong Machinery                                              | 0.28 %         | Industrie                    |
| 600004 CH | Guangzhou Baiyun International Airport                                 | 0.07 %         | Industrie                    |
| 600221 CH | Hainan Airlines                                                        | 0.16 %         | Industrie                    |
| 600312 CH | Henan Pinggao Electric                                                 | 0.13 %         | Industrie                    |
| 000961 CH | Jiangsu Zhongnan Construction                                          | 0.07 %         | Industrie                    |
| 600269 CH | Jiangxi Ganyue Expressway                                              | 0.11 %         | Industrie                    |
| 600316 CH | Jiangxi Hongdu Aviation Industry                                       | 0.17 %         | Industrie                    |
| 601618 CH | Metallurgical Corp of China                                            | 0.35 %         | Industrie                    |
| 600058 CH | Minmetals Development                                                  | 0.28 %         | Industrie                    |
| 600406 CH | NARI Technology Development                                            | 0.42 %         | Industrie                    |
| 600811 CH | Orient Group                                                           | 0.18 %         | Industrie                    |
| 600017 CH | Rizhao Port                                                            | 0.11 %         | Industrie                    |
| 600031 CH | Sany Heavy Industry                                                    | 0.98 %         | Industrie                    |
| 600350 CH | Shandong Expressway                                                    | 0.06 %         | Industrie                    |
| 600170 CH | Shanghai Construction                                                  | 0.11 %         | Industrie                    |
| 601727 CH | Shanghai Electric                                                      | 0.25 %         | Industrie                    |
| 600009 CH | Shanghai International Airport                                         | 0.24 %         | Industrie                    |
| 600018 CH | Shanghai International Port Group                                      | 0.16 %         | Industrie                    |
| 002028 CH | Shanghai Siyuan Electric                                               | 0.07 %         | Industrie                    |
| 600320 CH | Shanghai Zhenhua Heavy Industries                                      | 0.22 %         | Industrie                    |
| 600517 CH | Shanghai Zhixin Electric                                               | 0.09 %         | Industrie                    |
| 000680 CH | Shantui Construction Machinery                                         | 0.22 %         | Industrie                    |
| 600546 CH | Shanxi Coal International Energy                                       | 0.12 %         | Industrie                    |
| 601107 CH | Sichuan Expressway                                                     | 0.07 %         | Industrie                    |
| 600500 CH | Sinochem International                                                 | 0.14 %         | Industrie                    |
| 600970 CH | Sinoma International Engineering                                       | 0.2 %          | Industrie                    |
| 600169 CH | Taiyuan Heavy Industry                                                 | 0.18 %         | Industrie                    |
| 600089 CH | TBEA                                                                   | 0.66 %         | Industrie                    |
| 600582 CH | Tian Di Science & Technology                                           | 0.17 %         | Industrie                    |
| 600717 CH | Tianjin Port                                                           | 0.13 %         | Industrie                    |
| 000652 CH | Tianjin Teda                                                           | 0.15 %         | Industrie                    |
| 000338 CH | Weichai Power                                                          | 0.54 %         | Industrie                    |
| 000425 CH | XCMG Construction Machinery                                            | 0.37 %         | Industrie                    |
| 600893 CH | Xi' An Aero-Engine                                                     | 0.09 %         | Industrie                    |
| 000768 CH | Xi'an Aircraft International                                           | 0.25 %         | Industrie                    |
| 601369 CH | Xi'An Shaangu Power                                                    | 0.07 %         | Industrie                    |
| 600153 CH | Xiamen C & D                                                           | 0.21 %         | Industrie                    |
| 000900 CH | Xiandai Investment                                                     | 0.09 %         | Industrie                    |
| 002202 CH | Xinjiang Goldwind Science & Technology                                 | 0.38 %         | Industrie                    |
| 002122 CH | Zhejiang Tianma Bearing                                                | 0.11 %         | Industrie                    |
| 600066 CH | Zhengzhou Yutong Bus                                                   | 0.15 %         | Industrie                    |
| 600271 CH | Aisino                                                                 | 0.22 %         | Technologie de l'information |
| 000725 CH | BOE Technology                                                         | 0.24 %         | Technologie de l'information |
| 600601 CH | Founder Technology Group                                               | 0.16 %         | Technologie de l'information |
| 600183 CH | Guangdong Shengyi Science Technology                                   | 0.09 %         | Technologie de l'information |
| 002415 CH | Hangzhou Hikvision Digital Technology                                  | 0.07 %         | Technologie de l'information |
| 600718 CH | Neusoft                                                                | 0.08 %         | Technologie de l'information |
| 600703 CH | Sanan Optoelectronics                                                  | 0.18 %         | Technologie de l'information |
| 000021 CH | Shenzhen Kaifa Technology                                              | 0.11 %         | Technologie de l'information |
| 600100 CH | Tsinghua Tongfang                                                      | 0.29 %         | Technologie de l'information |
| 600588 CH | UFIDA Software                                                         | 0.16 %         | Technologie de l'information |
| 601877 CH | Zhejiang Chint Electrics                                               | 0.07 %         | Technologie de l'information |
| 000063 CH | ZTE                                                                    | 0.7 %          | Technologie de l'information |
| 000969 CH | Advanced Technology & Materials                                        | 0.19 %         | Matériaux                    |
| 601600 CH | Aluminum Corp of China                                                 | 0.38 %         | Matériaux                    |
| 000898 CH | Angang Steel                                                           | 0.24 %         | Matériaux                    |
| 600585 CH | Anhui Conch Cement                                                     | 0.89 %         | Matériaux                    |
| 600456 CH | Baoji Titanium Industry                                                | 0.11 %         | Matériaux                    |
| 600019 CH | Baoshan Iron & Steel                                                   | 0.61 %         | Matériaux                    |
| 000959 CH | Beijing Shougang                                                       | 0.1 %          | Matériaux                    |
| 002155 CH | Chenzhou Mining                                                        | 0.2 %          | Matériaux                    |
| 000758 CH | China Nonferrous Metal Industry's Foreigm Engineering and Construction | 0.27 %         | Matériaux                    |
| 000012 CH | CSG Holding                                                            | 0.23 %         | Matériaux                    |
| 600307 CH | Gansu Jiu Steel Group Hongxing Iron & Steel                            | 0.08 %         | Matériaux                    |
| 000709 CH | Hebei Iron & Steel                                                     | 0.34 %         | Matériaux                    |
| 600595 CH | Henan Zhongfu Industry                                                 | 0.15 %         | Matériaux                    |
| 000422 CH | Hubei Yihua Chemical Industry                                          | 0.2 %          | Matériaux                    |
| 600111 CH | Inner Mongolia Baotou Steel Rare-Earth Hi-Tech Company                 | 1.05 %         | Matériaux                    |
| 600010 CH | Inner Mongolian Baotou Steel Union                                     | 0.41 %         | Matériaux                    |
| 600362 CH | Jiangxi Copper                                                         | 0.52 %         | Matériaux                    |
| 000612 CH | Jiaozuo Wanfang Aluminum Manufacturing                                 | 0.11 %         | Matériaux                    |
| 600881 CH | Jilin Yatai                                                            | 0.26 %         | Matériaux                    |
| 601958 CH | Jinduicheng Molybdenum                                                 | 0.38 %         | Matériaux                    |
| 600432 CH | Jinlin Ji En Nickel Industry                                           | 0.14 %         | Matériaux                    |
| 600997 CH | Kailuan Energy Chemical                                                | 0.19 %         | Matériaux                    |
| 600143 CH | Kingfa Sci & Tech                                                      | 0.25 %         | Matériaux                    |
| 000059 CH | Liaoning Huajin Tongda Chemicals                                       | 0.15 %         | Matériaux                    |
| 600808 CH | Maanshan Iron & Steel                                                  | 0.16 %         | Matériaux                    |
| 000792 CH | Qinghai Salt Lake Industry                                             | 0.51 %         | Matériaux                    |
| 600547 CH | Shandong Gold Mining                                                   | 0.62 %         | Matériaux                    |
| 600219 CH | Shandong Nanshan Aluminum                                              | 0.17 %         | Matériaux                    |
| 600210 CH | Shanghai Zi Jiang Enterprise                                           | 0.13 %         | Matériaux                    |
| 000825 CH | Shanxi Taigang Stainless Steel                                         | 0.28 %         | Matériaux                    |
| 000060 CH | Shenzhen Zhongjin Lingnan Nonfemet                                     | 0.35 %         | Matériaux                    |
| 600481 CH | Shuangliang Eco-Energy Systems                                         | 0.1 %          | Matériaux                    |
| 600331 CH | Sichuan Hongda                                                         | 0.17 %         | Matériaux                    |
| 000401 CH | Tangshan Jidong Cement                                                 | 0.25 %         | Matériaux                    |
| 000630 CH | Tongling Nonferrous Metals                                             | 0.31 %         | Matériaux                    |
| 601168 CH | Western Mining                                                         | 0.46 %         | Matériaux                    |
| 600005 CH | Wuhan Iron & Steel                                                     | 0.33 %         | Matériaux                    |
| 600549 CH | Xiamen Tungsten                                                        | 0.22 %         | Matériaux                    |
| 002092 CH | Xinjiang Zhongtai Chemical                                             | 0.14 %         | Matériaux                    |
| 000778 CH | Xinxing Ductile Iron Pipes                                             | 0.22 %         | Matériaux                    |
| 600309 CH | Yantai Wanhua Polyurethanes                                            | 0.34 %         | Matériaux                    |
| 000807 CH | Yunnan Aluminium                                                       | 0.15 %         | Matériaux                    |
| 600497 CH | Yunnan Chihong Zinc & Germanium                                        | 0.26 %         | Matériaux                    |
| 000878 CH | Yunnan Copper Industry                                                 | 0.25 %         | Matériaux                    |
| 000960 CH | Yunnan Tin                                                             | 0.23 %         | Matériaux                    |
| 600096 CH | Yunnan Yuntianhua                                                      | 0.1 %          | Matériaux                    |
| 600352 CH | Zhejiang Longsheng                                                     | 0.19 %         | Matériaux                    |
| 600596 CH | Zhejiang Xinan Chemical Industrial                                     | 0.1 %          | Matériaux                    |
| 600489 CH | Zhongjin Gold                                                          | 0.47 %         | Matériaux                    |
| 601899 CH | Zijin Mining                                                           | 0.72 %         | Matériaux                    |
| 600804 CH | Chengdu Dr Peng Telecom & Media                                        | 0.12 %         | Télécommunications           |
| 600050 CH | China United Network Communications                                    | 0.9 %          | Télécommunications           |
| 000690 CH | Baonengyuan                                                            | 0.12 %         | Services aux collectivités   |
| 600008 CH | Beijing Capital                                                        | 0.13 %         | Services aux collectivités   |
| 600900 CH | China Yangtze Power                                                    | 0.7 %          | Services aux collectivités   |
| 601158 CH | Chongqing Water                                                        | 0.15 %         | Services aux collectivités   |
| 600795 CH | GD Power Development                                                   | 0.54 %         | Services aux collectivités   |
| 600863 CH | Inner Mongolia MengDian HuaNeng Thermal                                | 0.1 %          | Services aux collectivités   |
| 600649 CH | Shanghai Chengtou                                                      | 0.17 %         | Services aux collectivités   |
| 600635 CH | Shanghai Dazhong Public Utilities                                      | 0.15 %         | Services aux collectivités   |
| 600642 CH | Shenergy                                                               | 0.28 %         | Services aux collectivités   |
| 000027 CH | Shenzhen Energy                                                        | 0.12 %         | Services aux collectivités   |
| 601139 CH | Shenzhen Gas                                                           | 0.05 %         | Services aux collectivités   |
| 600674 CH | Sichuan Chuantou Energy                                                | 0.1 %          | Services aux collectivités   |
| 000685 CH | Zhongshan Public Utilities                                             | 0.06 %         | Services aux collectivités   |